# Иевлево (Тульская область)
Иевлево — село в Богородицком районе Тульской области России.
В рамках административно-территориального устройства является центром Иевлевского сельского округа Богородицкого района, в рамках организации местного самоуправления является административным центром сельского поселения Иевлевское.

## География
Расположено в 8 километрах к западу от города Богородицка, на берегу реки Упёрты.

## Население
| 2002 | 2010  |
| ---- | ----- |
| 1104 | ↘1015 |

Население — 1015 чел. (2010).

## Транспорт
Через село проходит федеральная автомобильная дорога М4 «Дон»
Село связано автобусным сообщением с административным центром Богородицкого района, городом Богородицк.

## Спорт
Футбольная команда «Иевлево» участвует в чемпионате района.

## История
В 1571 году в районе современного села Иевлево (устье реки Кобылья) остановился крымский хан Девлет-Гирей после сожжения Москвы:

А ездил он в Костомаров брод да с усть Уперты да вверх по Уперте до Каменного броду. А царь лез Уперт в Каменной брод на усть Кобылей июня в 4 день.
Здесь-же крымские татары простояли как минимум еще три дня: 

А отпустил, государь, крымской царь тех татар с Уперты с Каменово Броду июня в 7-й день.  А сам царь стоит на Уперте на Каменном броду.